# Kostel svatého Ondřeje (Blatnice pod Svatým Antonínkem)
Kostel svatého Ondřeje je římskokatolický farní kostel v Jihomoravském kraji, ve slovácké obci Blatnice pod Svatým Antonínkem, okrese Hodonín, arcidiecézi olomoucké, církevní provincii moravské, děkanátu Veselí nad Moravou a římskokatolické farnosti Blatnice pod Svatým Antonínkem, postaven byl v letech 1714 až 1717 a je kulturní památkou České republiky. Kostel je pravidelně zapojen do akce Noc kostelů.

## Popis
Jedná se jednolodní podélnou stavbu s půlkruhovým kněžištěm. Půdorys lodi je ve tvaru obdélníku, zaklenutí je vyřešeno valenou klenbou se styčnými výsečemi. Loď kostela má sedlovou střechu. Fasáda kostela je tvořená lizénovým rámem a je prolomena třemi okenními otvory s polokruhovým záklenkem. Na východě je hranolová věž ve které jsou umístěny hodiny, je zakončená zvonovitou střechou. K jižní části věže je přistavěn válcovitý přístavek ve kterém je kruhové schodiště. Na jihu k lodi přistavěná sakristie a čtvercová předsíň. Je zde instalován půlkruhový presbytář. Vstup do kostela je v průčelí pod věží.

## Historie
Kostel byl postaven v barokním slohu v roce 1717 jako přístavba na místě původního gotického kostela z něž se zachovala pouze věž. První kostel byl v obci postaven již přibližně v 11. až 12. století ale zmiňován byl až v roce 1346. V důsledků válek, požárů a loupežnických nájezdů byl kostel ve velmi špatném stavu a začal chátrat a proto byl původní kostel stržen a na jeho místě byl postaven nový jehož podoba se zachovala do dnešních let, architektem byl údajně Anton Ospela. Po požáru v roce 1829 byl kostel opravován a dostavěná byla také sakristie. V roce 1888 byl kostel vyzdoben malbami od malíře Joža Uprky. Na konci 50. let 20. stol. byl kostel opravován a byla také nadstavba věže. Roku 2011 prošel kostel celkovou rekonstrukcí.

## Varhany
Původní nástroj zde byl instalován v roce 1893 varhanářskou firmou Brauner z Uničova a vydržel zde do roku 1964 kdy jej nahradil nástroj krnovské firmy Rieger-Kloss, hrací stůl nástroje je umístěn čelem ke kůru. V roce 2012 byl nástroj opraven, oprava stála 80 tisíc korun a byla zaplacená z milodarů věřících.

## Bohoslužby
| Kostel          | Místo                          | Bohoslužba (den)                   | Hodina                                      | Poznámka     |
| --------------- | ------------------------------ | ---------------------------------- | ------------------------------------------- | ------------ |
| svatého Ondřeje | Blatnice pod Svatým Antonínkem | neděle pondělí středa pátek sobota | 7.30, 10.30 18.00 (červen-srpen 19.00) 7.00 | farní kostel |

## Fotogalerie

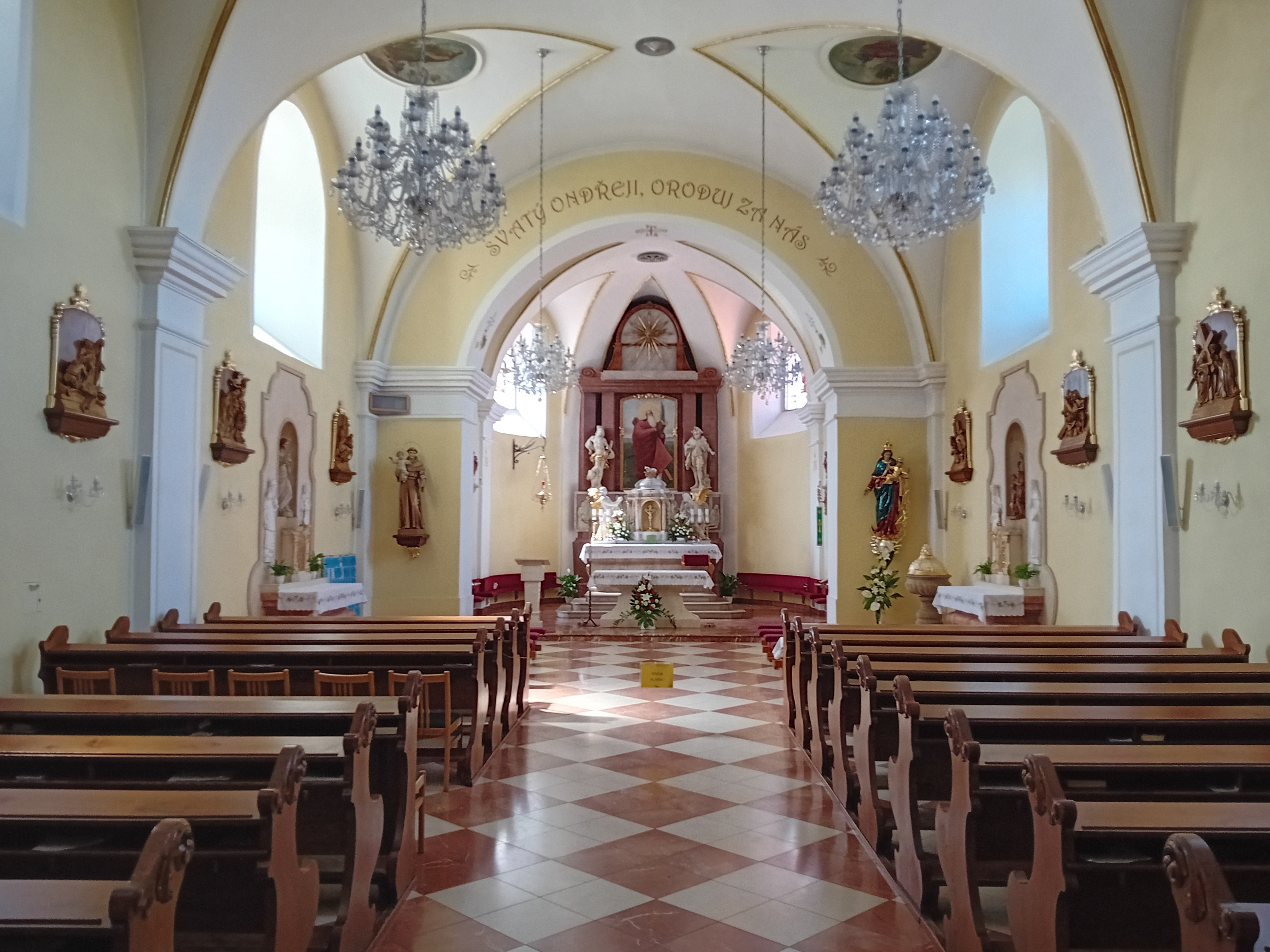
Hlavní loď
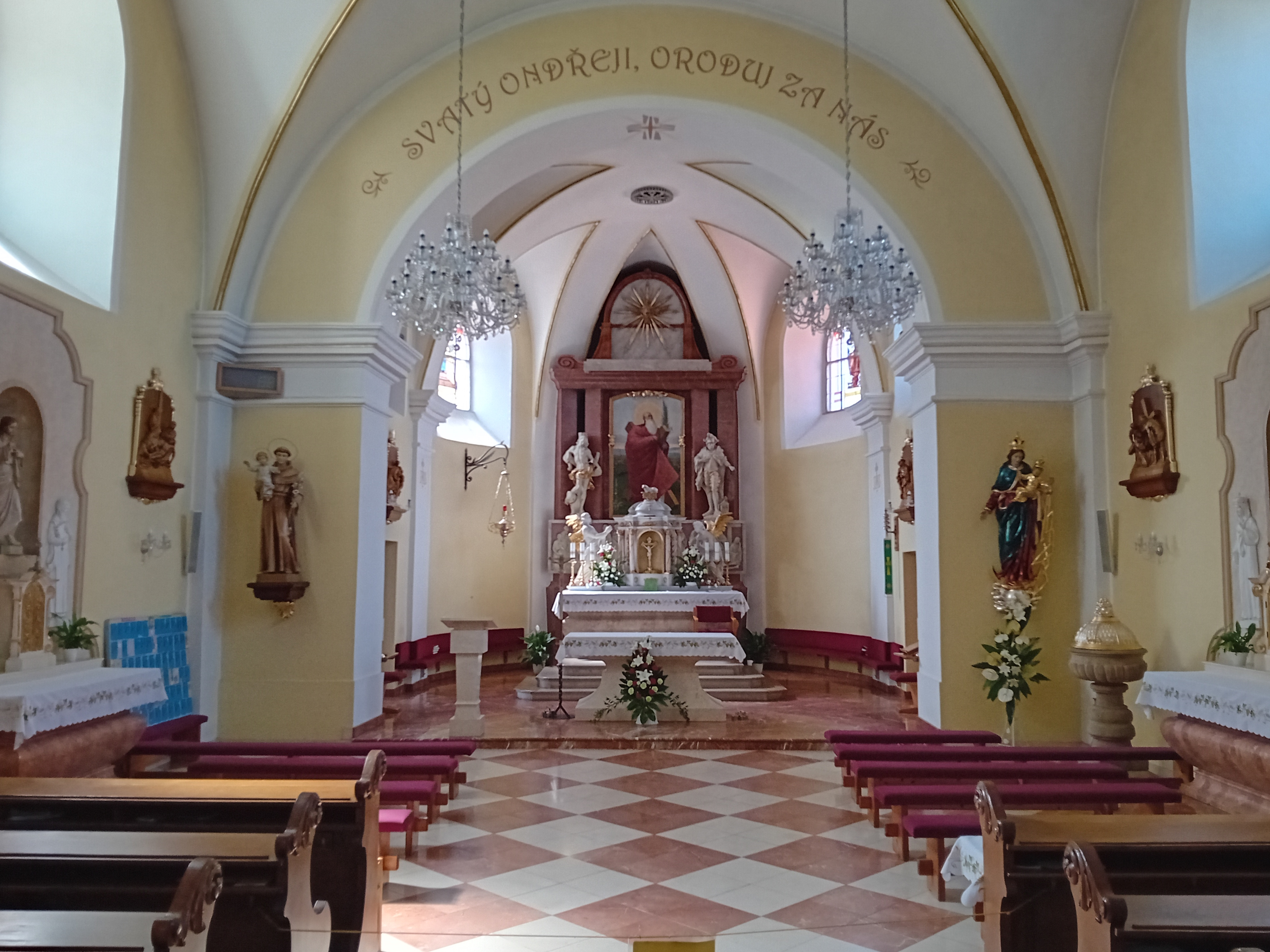
Hlavní loď
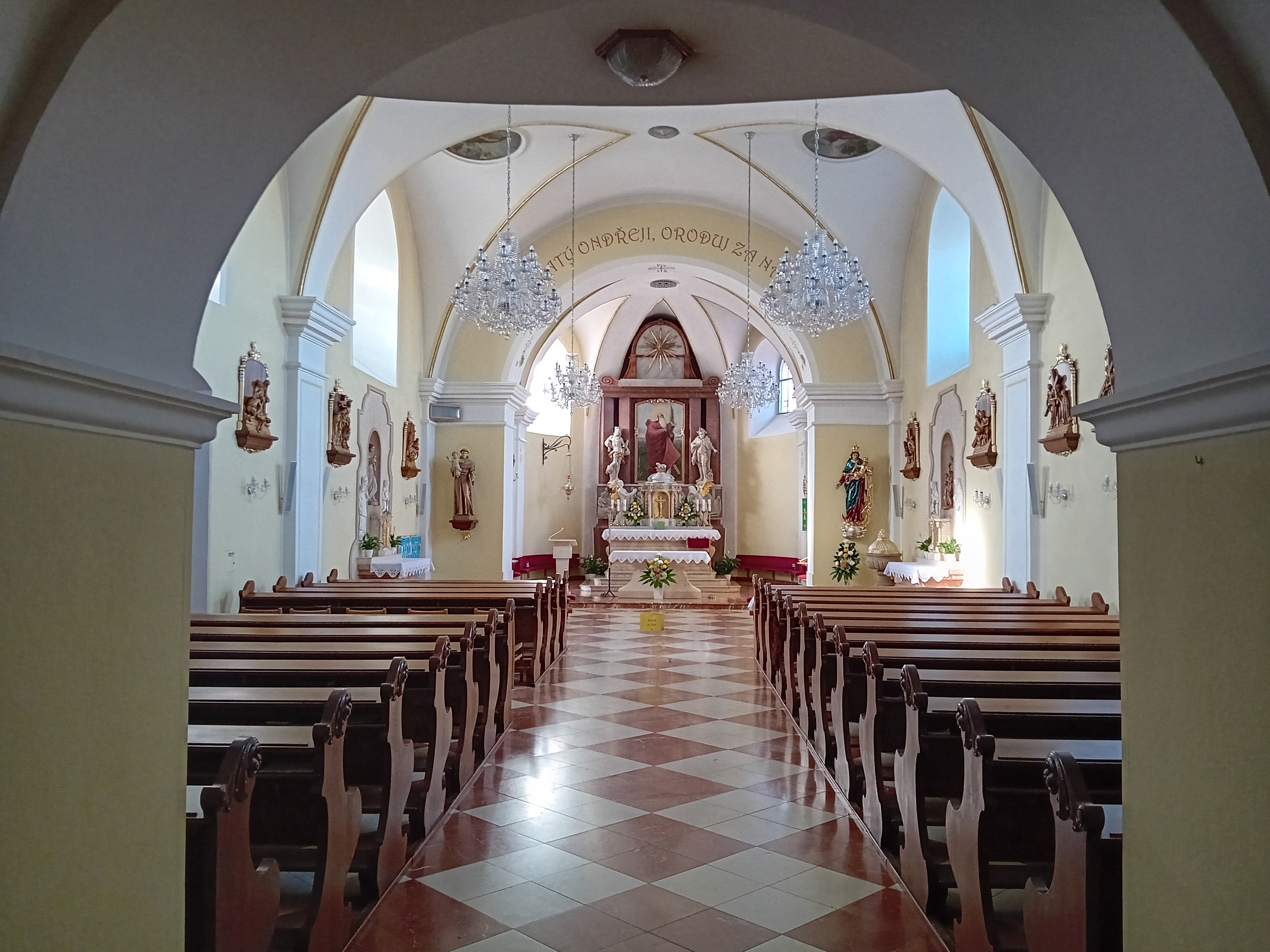
Hlavní loď
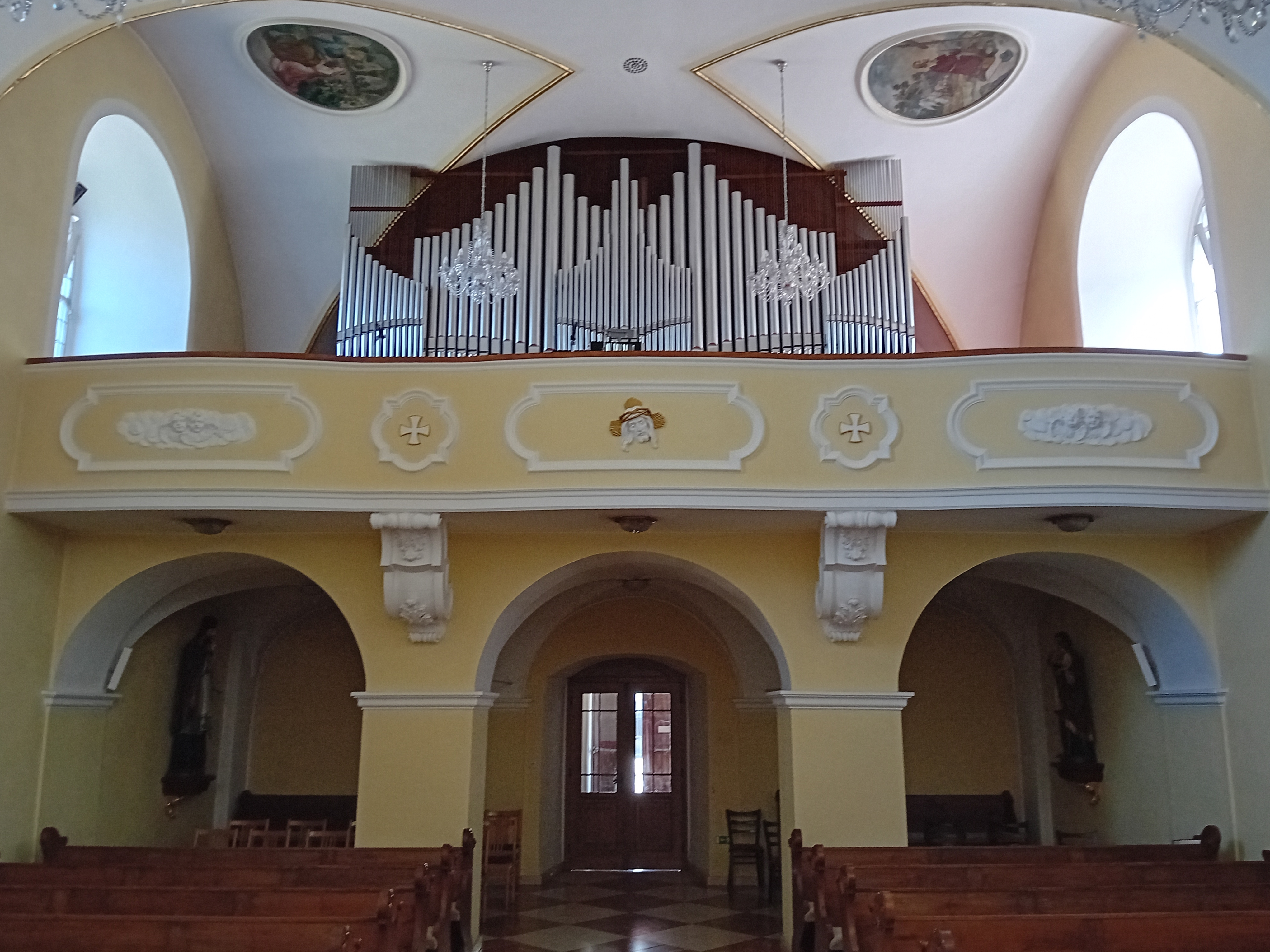
Kruchta s varhanami a se vstupním vchodem
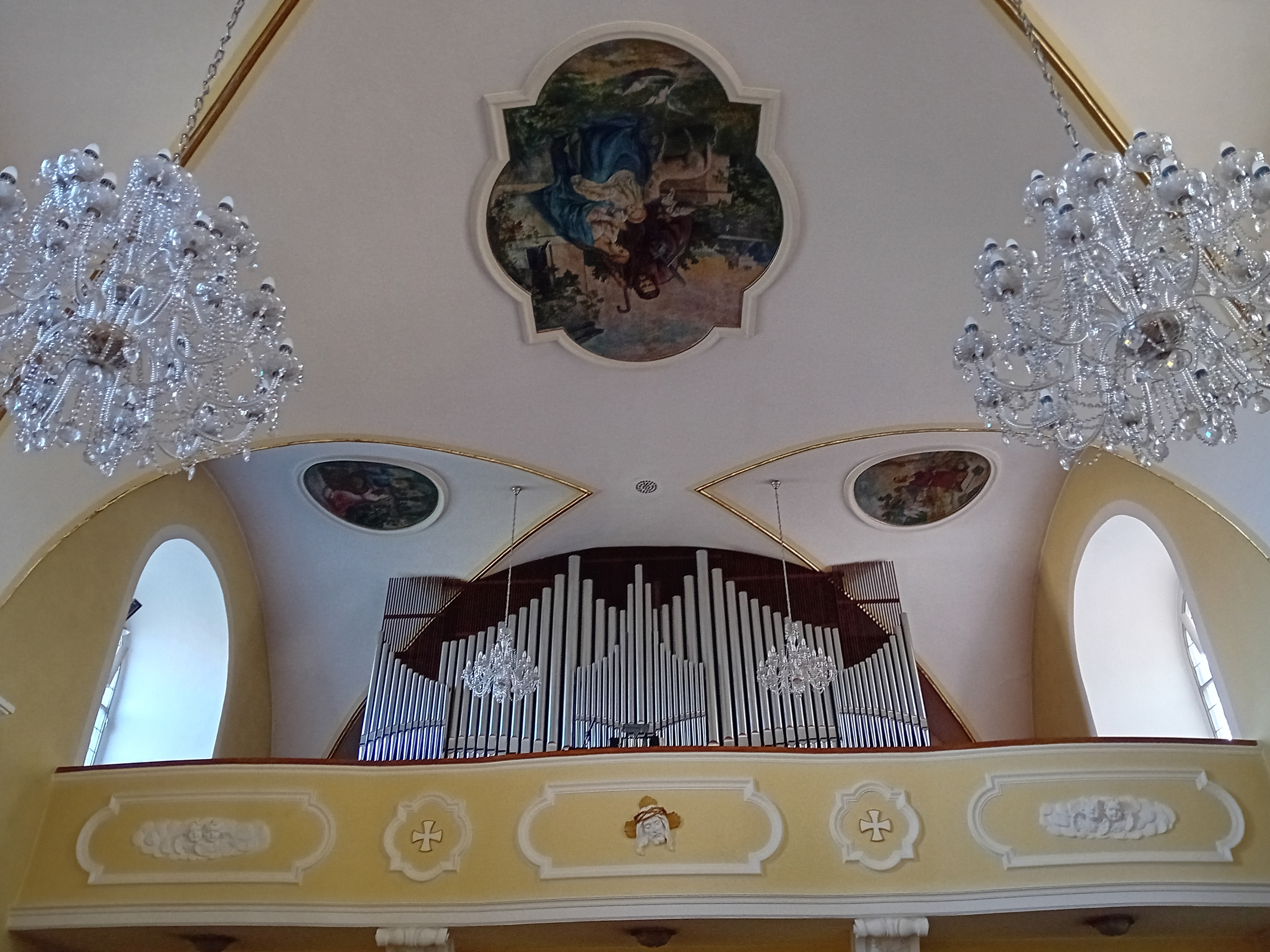
Detailní pohled na kruchtu a varhany
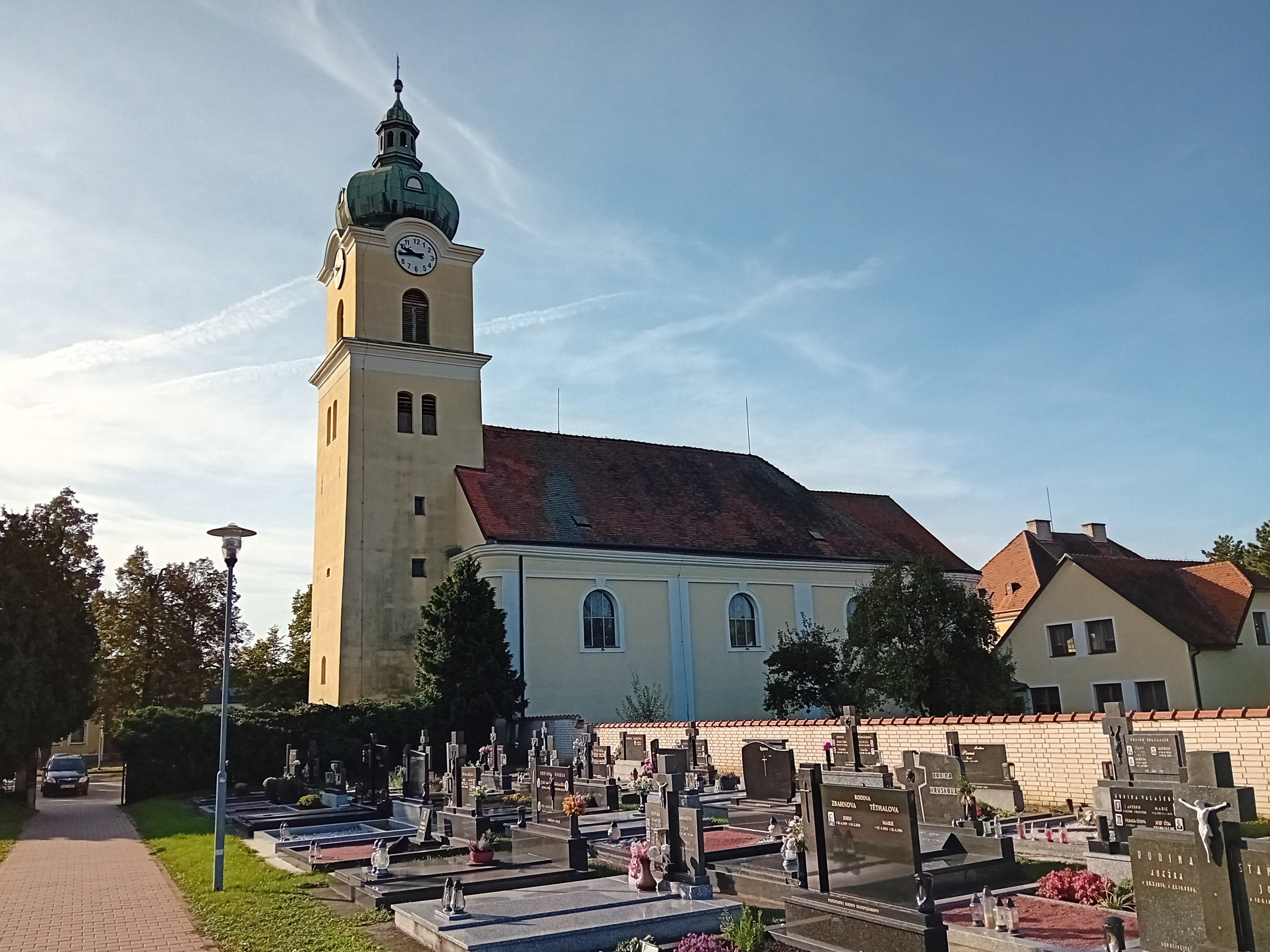
Pohled na kostel ze hřbitova
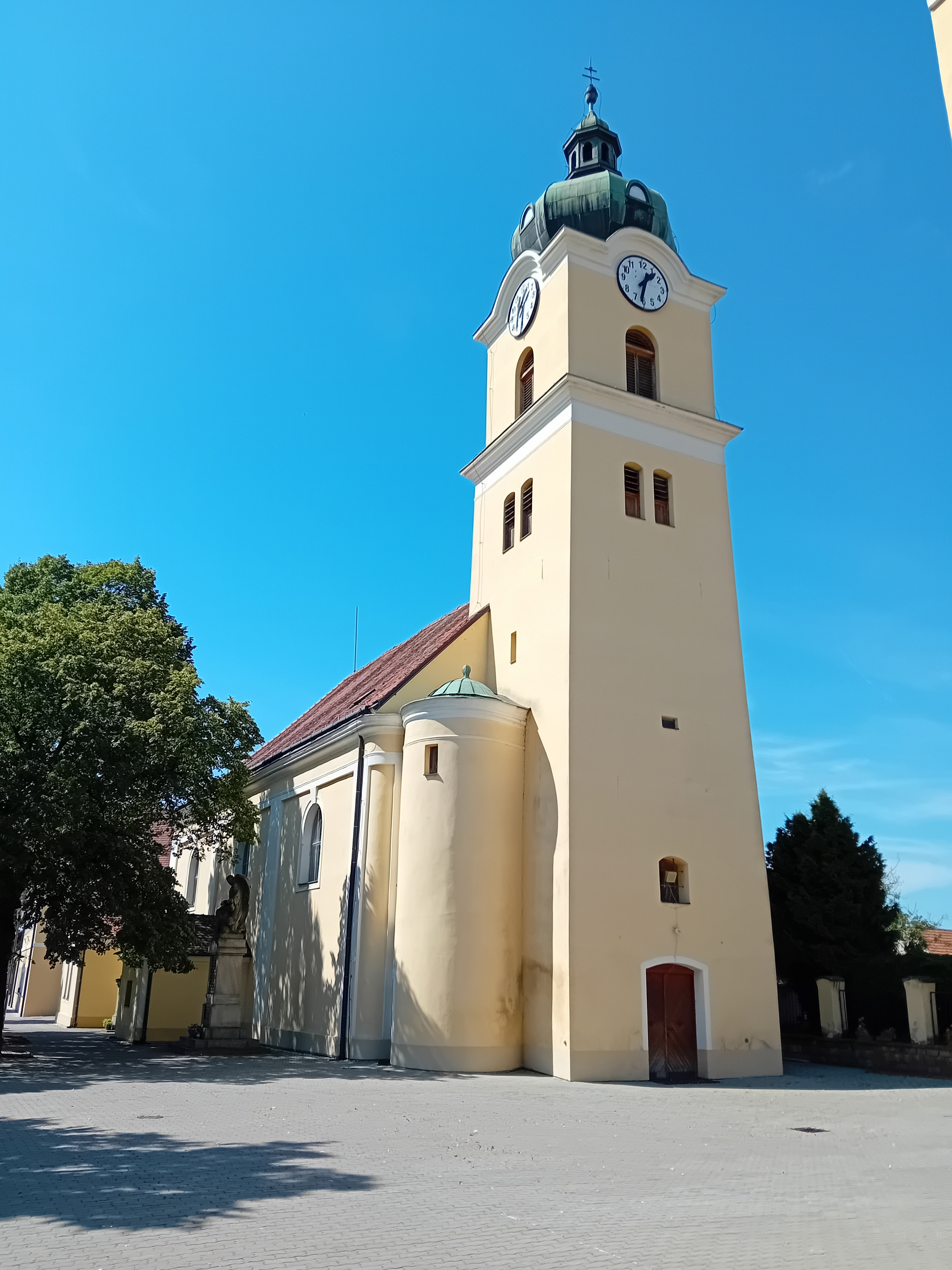
Pohled na kostel z ulice